# Classificazione Hornbostel-Sachs
La classificazione Hornbostel–Sachs è un sistema di classificazione degli strumenti musicali sviluppato da Erich Moritz von Hornbostel e Curt Sachs, pubblicato per la prima volta nel volume 46 della Zeitschrift für Ethnologie, nel 1914. La classificazione Hornbostel-Sachs è il sistema più usato per classificare gli strumenti musicali in etnomusicologia ed organologia.
Hornbostel e Sachs svilupparono le loro idee a partire da un sistema risalente al tardo XIX secolo, sviluppato da Victor-Charles Mahillon, curatore degli strumenti musicali presso il Conservatorio di Bruxelles. Mahillon divise gli strumenti in quattro categorie, in base alla natura del materiale che usavano per emettere il suono: delle colonne d'aria, delle corde, delle membrane o il corpo stesso dello strumento. Queste categorie non erano una novità, in quanto erano già utilizzate nel Natya Sastra, un trattato di musica e drammaturgia indiano risalente a circa duecento anni prima. Mahillon limitò il suo sistema principalmente agli strumenti della musica colta occidentale, mentre Hornbostel e Sachs lo estesero in modo che permettesse di classificare qualsiasi strumento, senza barriere culturali.
La classificazione Hornbostel-Sachs impiega la classificazione decimale Dewey: ha quattro categorie di primo livello (idiofoni, membranofoni, cordofoni, aerofoni), ampliate a cinque con gli elettrofoni, che a loro volta si articolano in numerose sottocategorie, fino a raggiungere circa trecento ramificazioni.

## Idiofoni o Autofoni
Il suono di questi strumenti è prodotto dalla vibrazione del corpo stesso dello strumento, senza l'utilizzo di corde o membrane tese e senza che sia una colonna d'aria a essere fatta vibrare.
Tra i più comuni vi sono il triangolo, la campana, le campane tubolari, i piatti, lo xilofono e il vibrafono.

## Membranofoni
Il suono in questi strumenti è prodotto dalla vibrazione di una membrana, che può essere sollecitata a percussione, a sfregamento o a frizione, come tutti i generi di tamburi e timpani, oppure messa in vibrazione dalla voce dell'esecutore, come nei mirliton.

## Cordofoni
Questo tipo di strumenti producono il suono attraverso le vibrazioni prodotte da corde tese. La vibrazione si può ottenere percuotendo le corde (es. pianoforte), pizzicandole con le dita o con un plettro (es. chitarra e clavicembalo) o strofinandole (es. violino, viola, violoncello, e contrabbasso).

## Aerofoni
In questi strumenti il suono è prodotto attraverso la vibrazione dell'aria. Gli strumenti aerofoni sono divisi in due classi: a fiato, come gli ottoni e i legni, in cui l'aria proviene dal fiato del musicista che soffia dentro lo strumento, e a serbatoio, come l'organo, la cornamusa e la fisarmonica, che sfruttano un'azione meccanica per produrre l'aria necessaria.

## Elettrofoni
La categoria raggruppa gli strumenti in cui il suono viene generato per mezzo di un circuito elettronico (es. sintetizzatori) o un dispositivo elettromagnetico (es. organo Hammond). La categoria è stata aggiunta alle altre quattro nel 1961.
Non rientrano fra di essi gli strumenti come la chitarra o il basso elettrico, in cui l'elettricità è impiegata solo per l'amplificazione del suono, che rimane prodotto dalla sollecitazione delle corde. Fra i molti strumenti elettrofoni troviamo, per esempio: organo elettronico, pianoforte digitale, mellotron, theremin, tastiera elettronica, batteria elettronica, drum machine, campionatore.